# Hellum
Hellum – wieś w Holandii, w prowincji Groningen, w gminie Slochteren. Miejscowość posiada najstarszy kościół w okolicy, zbudowany około roku 1100.